# Мануил Комнин Раул Асен
Вижте пояснителната страница за други личности с името Мануил Комнин.
Мануил Комнин Раул Асен (на гръцки:Μανουήλ Κομνηνός Ραούλ Ασάνης) е византийски военачалник, внук на българския цар Иван Асен III от династията Асеневци. 
Мануил е най-голям син на Андроник Асен и съпругата му от рода на Тарханиотите. По бащина линия Мануил е внук на българския цар Иван Асен III и на византийската принцеса Ирина Палеологина.
Като част от висшата византийска аристокрация Мануил заема поста велик примикирий и прави забележителна кариера на военачалник в Тракия. Под командата на Андроник III Палеолог участва в битката при Русокастро срещу българският цар Иван Александър. Около 1335 г. е арестуван за измяна, но по-късно е освободен от Йоан Кантакузин. През 1342 става стратег на Димотика, а през 1344 г. – управител на Виза. При управлението на Йоан Кантакузин Мануил Асен получава титлите севастократор (1345 – 1354) и деспот (1354 – 1355).

## Семейство
През декември 1321 г. Мануил Асен се жени за Анна Синадина, дъщеря на протостратора Теодор Синадин. Заедно със съпругата си е изобразен в Устава на Теодора Синадина, който се съхранява в Бодлиевата библиотека в Оксфорд.
Мануил Асен и Анна Синадина имат един син: Андроник Асен Палеолог (роден около 1322/1327 г.).